# Alone in the Dark 2
Alone in the Dark 2 (Japans: アローン・イン・ザ・ダーク 2) is een computerspel dat voor het eerst werd uitgebracht in 1993. Het is speelbaar op MS-DOS, PC-98, Mac OS, 3DO, Sega Saturn en PlayStation.

## Platforms
| Jaar | Platform                            |
| ---- | ----------------------------------- |
| 1993 | DOS                                 |
| 1994 | FM Towns, PC-98, Windows 3.x        |
| 1995 | 3DO                                 |
| 1996 | Macintosh, PlayStation, SEGA Saturn |

## Ontvangst
| Beoordeeld door                      | Platform    | Datum            | Score |
| ------------------------------------ | ----------- | ---------------- | ----- |
| HonestGamers                         | DOS         | 14 januari 2004  | 100%  |
| Pelit                                | DOS         | januari 1994     | 91%   |
| Play Time                            | DOS         | maart 1994       | 91%   |
| Tilt                                 | DOS         | december 1993    | 88%   |
| PC Gamer                             | DOS         | mei 1994         | 85%   |
| Power Play                           | DOS         | maart 1994       | 85%   |
| Joystick (Frans)                     | 3DO         | november 1995    | 70%   |
| Mega Fun                             | PlayStation | mei 1996         | 66%   |
| IGN                                  | PlayStation | 21 november 1996 | 60%   |
| Video Games & Computer Entertainment | 3DO         | december 1995    | 60%   |